# Livin' on a Prayer
"Livin' on a Prayer" är en låt av det amerikanska rockbandet Bon Jovi från deras tredje studioalbum Slippery When Wet. Låten är skriven av Jon Bon Jovi, Richie Sambora och Desmond Child och ses som Bon Jovis absolut mest kända låt. Låten låg etta på Billboard Hot 100 i fyra veckor. 
Jon Bon Jovi tyckte inte om originalinspelningen av låten, men Sambora övertalade honom om att låten var bra, och de redigerade om den och tog med den på Slippery When Wet. Den kom att bli bandets ledmotiv.

## Låtstruktur
"Livin' on a Prayer" berättar historien om Tommy och Gina som kämpar hårt för att kunna sätta mat på bordet och hålla sin relation vid liv. Tommy är hamnarbetare och Gina jobbar på en matservering. Låten är delvis en hyllning till arbetarklassen. Tommy och Gina skulle komma att återvända senare som fiktiva figurer i låtarna "99 in the Shade", "Fear", "Lie to Me" och "It's My Life". 
I låten använder sig Sambora av en talkbox, vilken blev ett signaturljud för Bon Jovi som återkom i en mängd låtar.

## Musikvideon
Musikvideon visar bandet när de repar och sedan när de spelar inför publik. Första halvan av videon är i svart-vitt och andra halvan, när bandet spelar för publik, är i färg. Jon Bon Jovi åker över publiken i en linbana under videon. 
Musikvideon spelades in i Olympic Auditorium i Los Angeles, Kalifornien.

## Liveframträdande
"Livin' on a Prayer" har alltid varit en återkommande låt på bandets konserter sedan den släpptes 1986. Låten spelas ofta mot slutet av konserten men till These Days Tour 1995-1996 öppnade man med låten på ett par spelningar. Sedan dess har låten både spelats som första och som sista låt. "Livin' on a Prayer" brukar ofta avslutas med gitarrriffet från Derek and the Dominos låt "Little Wing".

## Listplaceringar
"Livin' on a Prayer" släpptes som andra singel från Slippery When Wet efter "You Give Love a Bad Name". Precis som föregående singel intog "Livin' on a Prayer" en förstaplacering på Billboard Hot 100. Låten stannade på första platsen i fyra veckor 1987, mellan 14 februari och 7 mars. Den tog sig dessutom till en första plats på Mainstream Rock Tracks och stannade där i två veckor. I Storbritannien nådde låten en fjärdeplacering på singellistorna. 
2006 röstades låten fram som nummer 1 på VH1s lista "The 100 Greatest Songs of the '80s". I Nya Zeeland kom "Livin' on a Prayer" som nummer ett på musikkanalen C4:s lista över "U Choose 40". 28 januari 2008 återvände "Livin' on a Prayer" till singellistan i Nya Zeeland på plats 24, över 20 år efter att den släppts. På svenska Tracks låg låten på första plats 17-31 januari 1987.

### Listplaceringar
| Lista (1986-1987) | Topplacering |
| ----------------- | ------------ |
| Norge             | 1            |
| Nya Zeeland       | 1            |
| Schweiz           | 12           |
| Sverige           | 2            |

### Fotnoter
1. ↑  ”Listplacering”. http://norwegiancharts.com/showitem.asp?interpret=Bon+Jovi&titel=Livin%27+On+A+Prayer&cat=s. Läst 24 maj 2011.
2. ↑  ”Listplacering”. https://charts.nz/showitem.asp?interpret=Bon+Jovi&titel=Livin%27+On+A+Prayer&cat=s. Läst 24 maj 2011.
3. ↑  ”Listplacering”. http://hitparade.ch/showitem.asp?interpret=Bon+Jovi&titel=Livin%27+On+A+Prayer&cat=s. Läst 24 maj 2011.
4. ↑  ”Listplacering”. http://swedishcharts.com/showitem.asp?interpret=Bon+Jovi&titel=Livin%27+On+A+Prayer&cat=s. Läst 24 maj 2011.